# 6066 Гендрікс
6066 Гендрікс (6066 Hendricks) — астероїд головного поясу, відкритий 26 вересня 1987 року.
Тіссеранів параметр щодо Юпітера — 3,480.